# Jesenný
Jesenný (deutsch: Jesen) ist eine Gemeinde im Okres Semily, Liberecký kraj in Tschechien.

## Geschichte
Der Ort wurde 1356 erstmals urkundlich erwähnt. 

## Gemeindegliederung
Die Gemeinde Jesenný besteht aus den Ortsteilen Jesenný (Jesen) und Bohuňovsko (Bohunowsko).